# Charlie Irvis
Charlie Irvis (New York, 6 mei 1899 - aldaar, 1939) was een Amerikaanse jazz-trombonist, die het meest bekend is door zijn werk in het orkest van Duke Ellington.
Irvis speelde op jonge leeftijd met Bubber Miley, eveneens later actief voor Ellington. Van 1920 tot 1921 werkte hij in de Blue Flame Syncopators, met blues-zangeres Lucille Hegamin. Hierna speelde hij bij pianist Willie "The Lion" Smith en de band van Duke Ellington (1924-1926). Tussen 1923 en 1927 nam hij ook af en toe op met Clarence Williams. Irvis en zijn vrienden Miley en Tricky Sam Nanton droegen allen bij tot de ontwikkeling van de junglesound in het trombonespel. Irvis nam op met Fats Waller (1927, 1929) en speelde met Charlie Johnson (1927-1928) en Jelly Roll Morton (1929-1930). Hierna nam hij nog op met Miley {1931) en Elmer Snowden. In de jaren erna speelde hij klaarblijkelijk niet meer en hij overleed in de anonimiteit, in 1939.